# 35-я кавалерийская дивизия
35-я кавалерийская дивизия — воинское соединение Вооружённых Сил СССР во Второй мировой войне.

## История дивизии

### Формирование
По результатам анализа боевого опыта первых дней войны 15 июля 1941 года за подписью Г. К. Жукова была подготовлена Директива ставки ВК № 01. В документе в частности отмечено, что тыл противника растянут на сотни километров и не обеспечен от крупных диверсионных действий. В таких условиях для проведения рейдов рекомендовалось формирование нескольких десятков облегчённых кавалерийских дивизий истрибительного типа численностью 3000 человек каждая.
Такая дивизия состояла из трёх кавалерийских полков по 940 человек и 1018 лошадей, управление дивизией имело штат 85 человек. Кавалерийский полк состоял из четырёх сабельных и одного пулемётного эскадрона (12 станковых пулемётов), батареи — из четырёх 76,2-мм и двух 45-мм противотанковых орудий. В бронетанковом эскадроне полагалось иметь 34 человека и 9 бронемашин или лёгких танков.
Формирование дивизии начато в Ростовской области в Персиановских лагерях недалеко от Новочеркасска 20 июля 1941 года.
Командир — полковник С. Ф. Скляров.
В акте приёмки 35-й отдельной кавалерийской дивизии зафиксировано, что вместо 15 трёхтонных грузовиков в наличии имелось 17 полуторатонных. Имелись винтовки образца 1931 года вместо автоматов ППШ. В наличии было полтора боекомплекта снарядов к 76-мм орудиям вместо требуемых двух, 16 раций вместо 23. Не хватало 9 машин с зенитно-пулемётными установками, 700 самозарядных винтовок. Не было положенных по штату миномётов и мин к ним. 200 револьверов вследствие износа были малопригодны к использованию. Имелось всего 1590 котелков (56 % от необходимого количества). Полностью отсутствовали стальные каски.
Период боевых действий — с 5 октября 1941 года по 22 апреля 1942 года.

### Донбасско-Ростовская стратегическая оборонительная операция
30 сентября 1941 года директивой ставки ВГК дивизия была включена в состав формируемой 10-й резервной армии с развертыванием на территории Донецкой области на рубеже Новокриворожье — Гришино.
Однако, в это время резко ухудшилась общая ситуация на Южном фронте. После начавшегося поначалу успешно 26 сентября наступления 9-й и 18-й армий, последовал удар 1-й танковой группы Клейста, которой удалось прорвать оборону фронта в стыке 12-й и 18-й армий и к 7 октября замкнуть окружение вокруг 9-й и 18-й армий в районе Осипенко.
Из-за напряжённой обстановки формирование 10-й резервной армии не было завершено. 8 октября 35-я кавалерийская дивизия включается в состав Южного Фронта и к утру 11 октября в качестве резерва фронта сосредотачивается в район Ольгинка, Стыла, Александринка вместе с 56-й кавалерийской дивизией.
13 октября 35-я кавалерийская дивизия совместно с 56-й кавалерийской дивизией вступает в бой с противником в районе Новоивановка, Васильевка.
14 октября кавгруппа, состоящая из 35-й и 56-й кавалерийских дивизий ведёт наступление в южном направлении в районе Екатериновки и Анастасиевка, к 15 октября выходит в район Малокирсановки.
16 октября дивизия вела бой на восточном берегу реки Сухой Еланчик на участке Клименко, Григорьевка. Так, утром 16 октября спешенные кавалерийские полки 35-й дивизии атаковали походные колонны противника в селе Григорьевка. Первый натиск был успешным, противник отступил, оставив на поле боя 6 танков, 2 бронемашины, до 500 человек убитых и раненых. В ходе встречного боя бойцы дивизии уничтожили ещё 15-20 автомашин с пехотой и подбили до 5 танков. Однако, введя резервы, противник отбросил части дивизии, нанеся им значительные потери. К обеду, заняв рубеж у Греково-Тимофеевки, 35-я и 56-я кавалерийские дивизии были атакованы с флангов танками и мотопехотой противника.
В целом по итогам боёв 16 октября 1941 года 35-я кавалерийская дивизия потеряла до 80 процентов своего командно-политического состава, включая командира 164-го кавалерийского полка М. М. Кривошеина, командира 162-го кавалерийского полка С. И. Насальского, начальника политотдела, комиссаров двух полков, начальников штаба всех полков и других старших командиров. Общие потери личного состава и вооружения составили до 70 процентов. Дивизия в беспорядке отступила на северо-восток, в район Верхне-Широкий. Большие потери (до 50 процентов личного состава и вооружения) понесла и 56-я кавалерийская дивизия. Остатки кавалерийской группы полковника Ильина отступили на восточный берег реки Крынка.
17 октября под натиском противника отошла в район Новониколаевка, Верхнеширокинский, ст. Закадычное. 18 октября заняла для обороны рубеж Кульбаково, Успенка.
20 октября 35-я и 56-я кавалерийские дивизии были атакованы 20 танками противника и отошли восточнее Ямщицкого.
К 23 октября дивизия сосредоточилась в районе Мариновка, Степановка. В результате боёв (в первую очередь — боёв 16 октября 1941 года) дивизия понесла значительные потери, составившие 80 % командного состава, 60 % рядовых, 70 % конского состава.
Таким образом, дивизия, как и части 9-й армии, действовала к западу от реки Миус, участвуя в организованном командующим Южным фронтом контрударе по наступающим подвижным соединениям 1-й танковой армии (переименована из 1-й танковой группы в начале октября) противника. Историк Исаев А.В. оценивает как ошибку постановку при планировании этой операции активных задач войскам Таганрогского боевого участка. Это привело к тому, что после подхода главных сил 1-й танковой армии противник получил численное превосходство и смог на плечах отходящих войск прорваться через рубеж р. Миус и 17 октября захватил Таганрог.
По оценкам исследователей В. И. Афанасенко и Е. Ф. Кринко, решение по использованию дивизии без достаточной аритиллерийской и танковой поддержки во встречных боях с танковыми и моторизованными соединениями армии Клейста в условиях открытой степной местности было неправильным. По их данным, это решение было принято по настоянию Маршала Г. И. Кулика.
К 30 октября дивизия была выведена во фронтовой резерв и сосредоточилась в районе Аникин, Берёзка.
В начале ноября в Ростовской области в районе станции Лихая был сформирован Отдельный кавалерийский корпус Южного фронта под командованием генерала-майора Хоруна И.И. 35-я кавалерийская дивизия была включена в состав Отдельного кавалерийского корпуса.
До завершения Донбасско-Ростовской стратегической оборонительной операции дивизия, действуя совместно с 56-й кавалерийской дивизией в составе отдельного кавкорпуса, оставалась в районе Аникин, Берёзка, прикрывая направления на Каменск. Также в задачи кавкорпуса входило проведение разведки по направлениям Должанская—Бирюково, Соколово-Кундрюченский, Красный Сулин.

### Ростовская наступательная операция
12 ноября 1941 года директивой Военного Совета Южного фронта дивизии была поставлена задача в составе кавкорпуса (с 56 каваллерийской дивизией) совместно с мотобригадой НКВД сосредоточиться в районе Каменка, Медвежинский, Шляхтино. После выхода пехоты на рубеж Дьяково, Гринфельд начать наступление в направлении Ровеньки, Куйбышево, Артемовка с задачей действуя по ближайшим тылам группировки противника выходом на рубеж реки Крынка обеспечить с запада ударную группировку Южного фронта — 37-ю армию.
На этот период в составе дивизии находилось: 1294 сабель, 26 пулемётов, 4 пушки, 21 миномёт.
18 ноября кавкорпус под командованием И. И. Хоруна, в который входила дивизия, получил задачу перейти в район Нагольная-Тарасовка, Дарьевка и в ночь на 20 ноября войти в прорыв по направлению Нагольная-Тарасовка — Миллерово — Куйбышево. Таким образом корпус должен был выйти на рубеж реки Миус, действовать по тылам противника и обеспечивать с запада основную ударную группировку фронта.
Отдельный кавкорпус в составе 35-й и 56-кавалерийских дивизий был введен в бой на стыке 18-й и 37-й армий, однако из-за недостаточного количества огневых средств не смог выйти
на оперативный простор.
20 ноября кавкорпус под командованием И. И. Хоруна выдвинулся по направлению с. Доброполье, Миллерово.
21 ноября противник стал отходить в юго-западном направлении, стремясь выйти от угрожающих ему клещей, одной из составляющих которой был кавкорпус Хоруна.
Сравнительно низкие темпы наступления ударной группировки Южного фронта не позволили предотвратить занятие немецкими войсками Ростова 21 ноября. Однако её дальнейшее постоянное продвижение в южном направлении создавали угрозу флангу и тылу противника, прорвавшегося к Ростову. Таким образом, занятие города не дало преимуществ немецким войскам, они оказались неспособны развить свое наступление ни в южном направлении, ни на Новочеркасск и были вынуждены перейти к обороне.
22 ноября дивизия вышла к хутору Власово-Буртовка, имея задачей ударом на Большекрепинскую уничтожить остатки дивизии СС «Викинг». В ходе выполнения задачи кавкорпусом, в составе которого действовала дивизия, было захвачено 3 исправных танка, противотанковые орудия, автотранспорт и другое военное имущество.
23 ноября дивизия в составе кавкорпуса Хоруна вышла в район Большекрепинской. 24 ноября кавкорпус выведен в армейский резерв.
26 ноября дивизия сосредотачивается в 2-3 км юго-западнее Аграфеновки. И в ночь на 27 ноября в составе кавкорпуса Хоруна выдвигается на юг по направлению Весёлый, Синявка, Недвиговка с целью перерезать коммуникации группы Клейста.
27 ноября кавкорпус Хоруна вёл наступление из района Чистополье — Бирючий — Кузнецов по направлению к Валуевский, но не имел успеха.
28 ноября дивизия встретила сильное сопротивление противника в районе высоты к юго-западу от Савченко, обошла высоту с юга.
29 ноября дивизия вела уличные бои в Петровском и в результате овладела им.
К концу дня 1 декабря дивизия занимала район Анна-Марьевский.
К утру 2 декабря дивизия, преследуя противника, вышла в район Бирючий.
К окончанию операции 3 декабря дивизия занимала позицию Ново-Петровка — Ново-Андриановка.
Таким образом, дивизия восстановила боеспособность и внесла свой вклад в успех Ростовской наступательной операции, действуя в качестве подразделения в составе подвижных конно-механизированных групп.
Действия Отдельного кавалерийского корпуса, в составе которого вела боевые действия 35-я кавалерийская дивизия были отмечены в статье, посвященной освобождению Ростова в «Красной Звезде»:
Смелым и хорошо задуманным маневром тов. Хорун нанес сильный удар немцам с запада. Преодолевая упорное сопротивление врага, славные кавалеристы прорвали вражескую оборону на реке Тузлов и вышли немцам в тыл. Таким образом пути отхода некоторым немецким дивизиям оказались отрезанными. Неся большие потери, немцы стали отходить на восток. Утром 29 ноября немцы были окончательно изгнаны из Ростова-на-Дону.специальный корреспондент «Красной Звезды» подполковник
А. Крапивин, «Как наши войска отбили у немцев Ростов-на-Дону», Красная Звезда. 1941. № 282.

### Барвенково-Лозовская операция
К 5 декабря 1941 года дивизия была выведена во фронтовой резерв. 15 декабря находилась в районе Боково, Платово. К 19 декабря — в районе Уткино, Воскресеновка.
19 декабря дивизия, действуя в составе 18-й армии, получает задачу по наступлению на Чистяковскую группировку противника. На эту дату дивизия располагала личным составом в количестве 1866 человек, 546 саблями, 1275 винтовками, 86 автоматами, 1 орудием 76-мм, 3 орудиями 45-мм, 12 минометами, 34 пулеметами.
В конце декабря дивизия, продолжая действовать в составе 18-й армии, ведёт ожесточённые бои с противником, пытающимся развить наступление на Никитино — Городище. Это наступление было приостановлено контратаками на рубеже р. Ольховатка — разъезд Кулинацкий — Стрюково — Грибовка.
14 декабря 1941 года директивой Ставки ВГК № 005698 «О составе кавалерийских корпусов» фиксируется решение о сведении существующих кавалерийских дивизий в кавалерийские корпуса. В составе кавалерийского корпуса приказывается иметь две дивизии старого штата (по 6000 человек в каждой дивизии) или 4 дивизии нового штата (по 3500 чел. в каждой дивизии), или одну дивизию старого штата и две нового. 1-й кавалерийский корпус (2-го формирования) под командованием генерал-майора Пархоменко был образован 14 января 1942 г. на Юго-Западном фронте в составе 35, 56, 64-й дивизий, путём переименования Отдельного кк. В начале января 1942 г., корпус переброшен на Южный фронт. С 14 января 1942 г. получив вместо 64-й дивизии 66-ю, корпус участвовал в боях на Южном фронте.
В середине января 1-й кавалерийский корпус находился в районе Карповка — Шандиригалово — Злодеевка.
При планировании операции кавалерийским корпусам отводилась важная роль. 1-й, 5-й и 6-й кавалерийские корпуса трехдивизионного состава усиливались танковыми бригадами, пехотными подразделениями, зенитными дивизионами и батареями. В составе Южного фронта действовали 1-й и 5-й кавалерийские корпуса. Задачей корпусов было не втягиваясь в затяжные бои и избегая фронтальных атак крупных населенных пунктов, войти в прорыв и выйти во вражеские тылы. Выполнение задачи осложнялось тщательно подготовленной обороной противника, районами со сложным для действий кавалерии рельефом, сильными морозами, доходившими ночами до минус 36 градусов и метелями.
1-й кавалерийский корпус, совместно с дивизиями которого действовала 15-я танковая бригада полковника М.В. Колосова, получил задачу действовать по направлению Долгенькое — Васильевка. Ночью 22 января 1-й кавалерийский корпус прорвался в район западнее Долгенькой. 23 и 24 января вел ожесточенные бои за Курульку. 26 января корпус получил приказ совместно с 255-й стрелковой дивизией выйти к 28 числу в район Константиновка, Дружковка на тылы Артемовской группировки противника. После начала выдвижения в заданный район, кавкорпус встретил ожесточенное сопротивление противника на рубеже Явленская — Лавровка. Продвижение кавкорпуса было остановлено завязавшимися боями фронтального характера. 26 и 27 января полки кавкорпуса совместно с 255-й стрелковой дивизией неоднократно атаковали противника на рубеже Явленская — Шаврово, но не добились успеха. До конца января дивизии удалось освободить Елизаветовку, Фидлерово и Шаврово, закрепиться в западной части Явленской.
В феврале 1-й кавалерийский корпус оборонялся от перешедшего в наступление противника. 17 февраля бои велись на рубеже Богдановка — Фёдоровка — Андреевка — Очеретино — Шавровка.
19 февраля 1-й кавалерийский корпус занял Очеретино и далее до конца месяца вёл бои в окрестностях.
К 3 марта корпус действовал в районе Голая Долина, далее был сосредоточен в районе Торской.

### Расформирование
В приказе Ставки ВГК № 0043 от 3 марта 1942 года констатируется, что действующие на фронтах и частично вновь формируемые кавалерийские дивизии находятся в большом некомплекте. Приказывается расформировать ряд кавалерийских дивизий, в том числе 35-ю и 68-ю кавалерийские дивизии, корпусные части и управление 1-го кавалерийского корпуса и обратить их на пополнение 3-го кавалерийского корпуса.

## Состав
- 162-й кавалерийский полк
- 164-й кавалерийский полк
- 166 кавалерийский полк
- 49 конно-артиллерийский дивизион
- 49 артиллерийский парк
- мотострелковый батальон (с 28.12.41 г.),
- 25 отдельный полуэскадрон связи,
- 28 медико-санитарный эскадрон,
- 35 отдельный эскадрон химической защиты,
- 23 продовольственный транспорт,
- 194 дивизионный ветеринарный лазарет,
- 1551 полевая почтовая станция,
- 975 полевая касса Госбанка[45]

## Подчинение
| Дата                  | Фронт (округ)        | Армия      | Корпус (группа)                | Примечания      |
| --------------------- | -------------------- | ---------- | ------------------------------ | --------------- |
| 01 августа 1941 года  | Северо-Кавказский ВО | -          | -                              | на формировании |
| 01 сентября 1941 года | Северо-Кавказский ВО | -          | -                              | [ 47 ]          |
| 01 октября 1941 года  | Резерв Ставки ВГК    | -          | -                              | [ 48 ]          |
| 01 ноября 1941 года   | Южный фронт          | -          | Кав. группа                    | [ 49 ]          |
| 01 декабря 1941 года  | Южный фронт          | 37-я армия | Отдельный кавалерийский корпус | [ 50 ]          |
| 01 января 1942 года   | Южный фронт          | 18-я армия | 1-й кавалерийский корпус       | [ 51 ]          |
| 01 февраля 1942 года  | Южный фронт          | 57-я армия | 1-й кавалерийский корпус       | [ 52 ]          |
| 01 марта 1942 года    | Южный фронт          | 57-я армия | 1-й кавалерийский корпус       | [ 53 ]          |

## Командиры
- Скляров, Сергей Фёдорович, полковник, 26.07.1941 — 24.03.1942[54]